# قطعنامه ۹۴۷ شورای امنیت
قطعنامه ۹۴۷ شورای امنیت سازمان ملل متحد که در تاریخ ۳۰ سپتامبر ۱۹۹۴ تصویب شد، سندی بین‌المللی دربارهٔ بوسنی و هرزگوین است. این قطعنامه طی نشست ۳۴۳۴ام با ۱۵ رای موافق، ۰ مخالف و ۰ ممتنع تصویب شد.